# Hieracium praecurrens
Hieracium praecurrens là một loài thực vật có hoa trong họ Cúc. Loài này được Vuk. mô tả khoa học đầu tiên năm 1881.